# رومو، استونی
رومو (به لاتین: Rummu) یک منطقهٔ مسکونی در استونی است که در دهستان لنه-هاریو واقع شده‌است. رومو ۱٬۰۸۸ نفر جمعیت دارد.